# 그리스 (윤활유)
그리스(grease)는 반고체(半固體) 또는 고체상(狀)의 윤활유며, 윤활유에 비하여 점성도가 높지만 밀봉성(密封性)이 좋아서 자주 기름을 칠 필요가 없는 적용 개소에 사용된다.
그리스는 증주제(tickner)의 종류에 따라 리튬(Li Grease), 칼슘(Ca Grease), 나트륨(Fibre Grease), 우레아계(Urea Grease) 등, 또 특성으로부터는 내수성(耐水性, Ca Grease) 및 내열성(Fibre Grease) 등으로 분류된다.

## 같이 보기
- 베어링
- 윤활